# Patrik Schick
Patrik Schick, född 24 januari 1996 i Prag, är en tjeckisk fotbollsspelare som spelar för Bayer Leverkusen. Han representerar även det tjeckiska landslaget.

## Karriär
I september 2020 värvades Schick av Bayer Leverkusen, där han skrev på ett femårskontrakt.